# عين غصين
عين غصين إحدى قرى مركز الإسماعيلية التابع لمحافظة الإسماعيلية بجمهورية مصر العربية.